# Ensemble Paramirabo
L’Ensemble Paramirabo est un ensemble de musique contemporaine fondé à Montréal en 2008. Il se spécialise dans l’interprétation d’œuvres de répertoire des XXe et XXIe siècles, tout en consacrant une grande part de ses activités à la création d’œuvres de compositeurs émergents.

## Historique
Nommé en hommage au compositeur québécois Claude Vivier et à sa pièce éponyme, l’Ensemble Paramirabo est fondé en 2008 par le flûtiste et actuel directeur artistique de l’ensemble, Jeffrey Stonehouse. 
Avec un répertoire de plus de 200 œuvres à son actif, dont plus de 80 créations et commandes, l’ensemble s’est produit sur de nombreuses scènes canadiennes et a notamment été invité à prendre part aux festivals Winnipeg’s Cluster New Music Festival (2013), Montreal Contemporary Music Lab (2013) et Waterloo Region Contemporary Music Sessions (2018). L’ensemble a également donné des concerts en Belgique, en Angleterre, au Mexique et aux États-Unis dans le cadre des festivals LOOP (2019) et Ars Musica (2019), Frontiers Festival (2016), Eduardo Mata Festival (2016) et New York’s Mise-En Festival (2014).
L'ensemble remporte 2019 un Prix Opus dans la catégorie Création de l’année pour sa collaboration avec le compositeur Gabriel Dharmoo. En 2020, il reçoit un deuxième Prix Opus, cette fois dans la catégorie Interprète de l'année, en plus de voir son troisième album Alone & Unalone (James O’Callaghan) en nomination pour le Prix Juno Album classique de l’année : solo ou ensemble de chambre.
L’engagement de l’Ensemble Paramirabo envers la relève en musique nouvelle l’amène à fréquemment présenter des créations de compositeurs émergents dont plusieurs se sont vues décernées des prix de composition. Depuis ses débuts en 2008, l’ensemble a notamment participé à la création d’œuvres de Matthew Ricketts (en) (1er prix : catégorie Serge Garant de la Fondation SOCAN 2011[réf. nécessaire]), Scott Rubin (2e prix : OSSIA New Music 2013-2014 Composition Prize), Julien Robert (1er prix : Sond’Ar-te electric ensemble competition 2014 et 3e prix : catégorie Serge Garant de la Fondation SOCAN 2014), Gabriel Dharmoo (lauréat d’un Prix Opus 2019) et James O’Callaghan (nomination aux Prix Juno 2020). Ce dernier est un collaborateur de longue date de l'ensemble. Le directeur artistique de cet ensemble mentionne qu'ils partagent la fascination pour les environnements sonores.

## Distinctions

### Récompenses
- 2019 – Prix Opus 22e édition – Création de l’année pour À chaque ventre son monstre (Gabriel Dharmoo)[12]
- 2020 – Prix Opus 23e édition – Interprète de l’année pour Ensemble Paramirabo[13]
- 2021 – Prix Opus 24e édition – Concert de l'année : musiques moderne, contemporaine pour Envoi : Hommage collectif à Gilles Tremblay III (en collaboration avec ECM+, Magnitude6, Louise Bessette et le Conservatoire de musique de Montréal)[17]

### Nominations
- 2020 – Prix Juno 49e édition – Album classique de l’année : solo ou ensemble de chambre pour Alone & Unalone (James O’Callaghan)[18],[14]

## Enregistrements
- 2012 – Autoportrait (indépendant)
- 2015 – Raging Against the Machine (Redshift Records)[19]
- 2019 – Alone & Unalone (Ravello Records)[20]

## Membres

### Membres actuels
- Poste vacant (clarinettes)
- Pamela Reimer (piano)
- Viviana Gosselin (violoncelle et direction générale)
- Hubert Brizard (violon)
- Jeffrey Stonehouse (flûtes, direction artistique)
- Krystina Marcoux (percussions)

### Anciens membres
- David Therrien Brongo (percussions)
- Daniel Áñez García (piano)
- Victor Alibert (clarinettes)
- François Gagné (clarinettes)
- Gabrielle Gingras (piano)
- Aysel Taghi-Zada (violon)